# Nové Holandsko

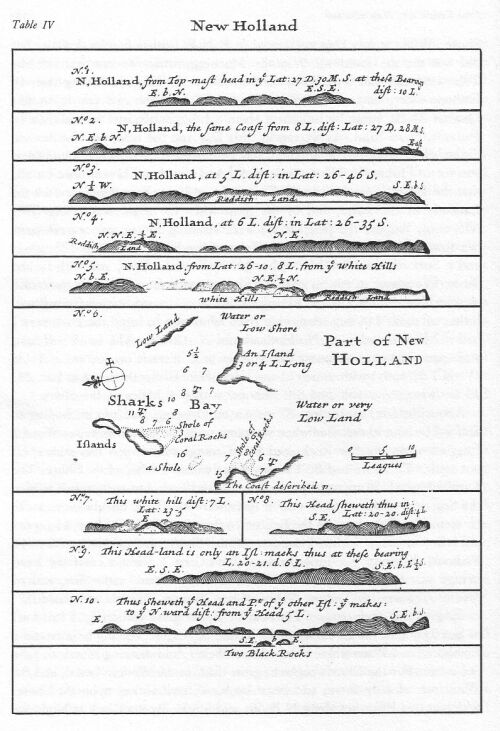
Nové Holandsko, mapa Wiliama Dampiera z roku 1699

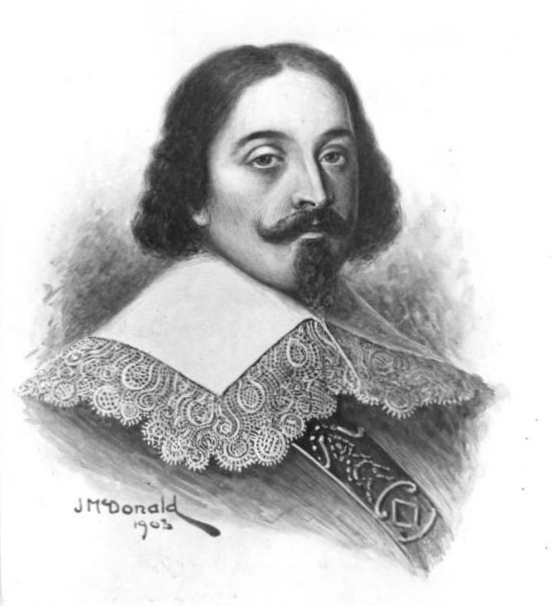
Abel Tasman na kresbě J. M. Donalda

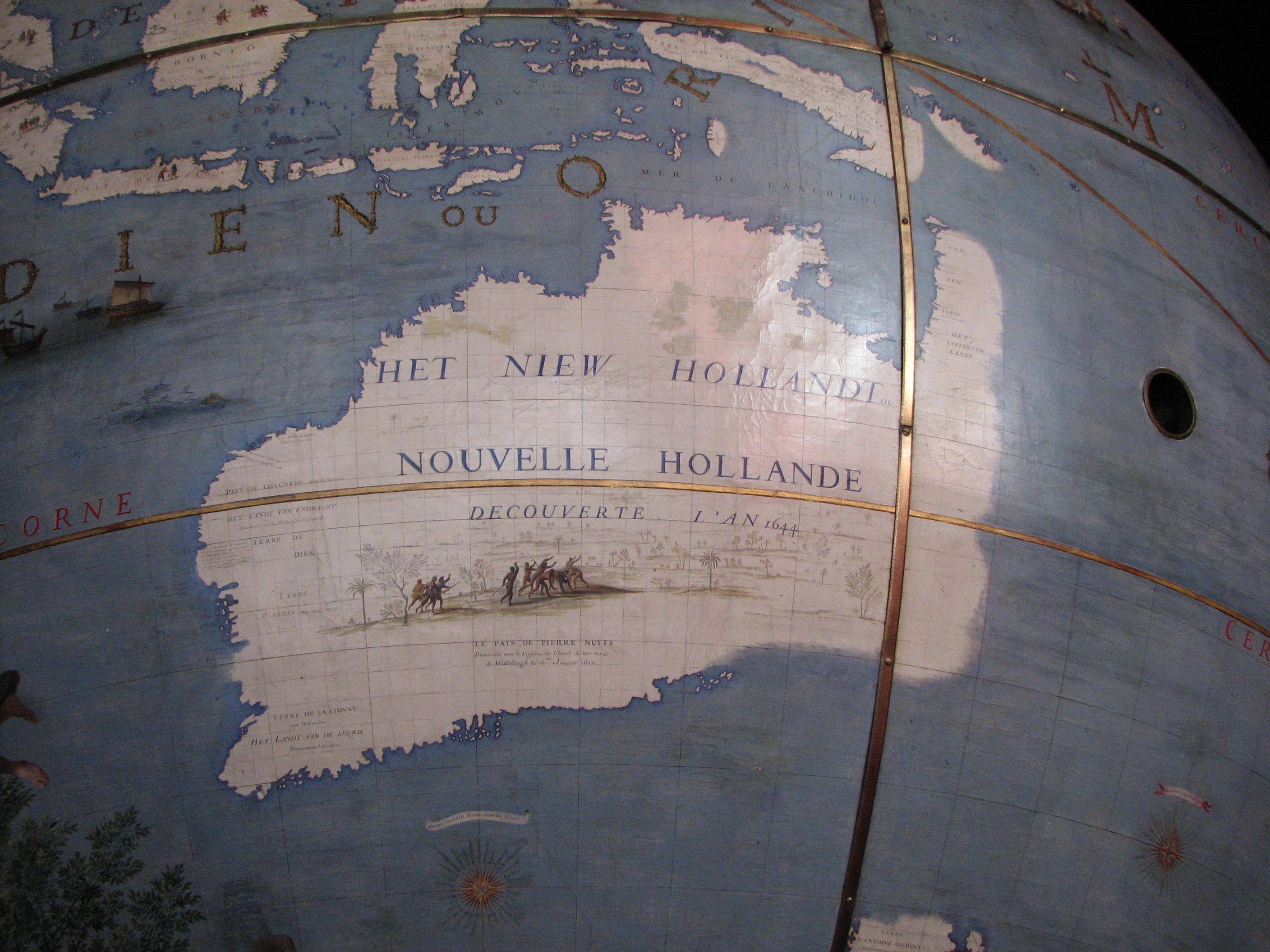
Detail Nového Holandska na Coronelliho globu (nyní v Muzeu Françoise Mitteranda)

Nové Holandsko je historický název pro dnešní Austrálii. Jméno bylo poprvé pro tento kontinent použito nizozemským mořeplavcem a objevitelem Abelem Tasmanem (podle nizozemské provincie Holandsko) roku 1644 a užívalo se dalších 150 let.
Po založení osady v Novém Jižním Walesu se termínem Nové Holandsko označovala západní část Austrálie, která v té době nebyla na rozdíl od východní části do Nového Jižního Walesu zahrnuta. Jednalo se tedy zhruba o území, které se dnes nazývá Západní Austrálie.
Britský kartograf a mořeplavec Matthew Flinders roku 1804 doporučil používání názvu Austrálie místo termínu Nové Holandsko. Avšak až po roce 1824 byl britskou vládou tento název oficiálně schválen. V Nizozemsku se výraz Nieuw Holland používal pro australský kontinent až do konce 19. století, do dnešní doby však tento název téměř úplně vymizel.